# Тобольський кремль
Тобо́льський кремль — резиденція тобольських митрополитів, одна з головних визначних пам'яток Тобольська та Сибіру зокрема, яка налічує понад 400 років історії. В ансамбль кремля входить Софійсько-Успенський собор з дзвіницею, Архієрейський дім, комплекс будівлі колишнього палацу Намісника, Гостинний двір, башта та стіни.

## Історія замку
Перший дерев'яний кремль був споруджений на території Троїцького мису в 1594 році. Потім у зв'язку з частими пожежами він неодноразово перебудовувався та змінювався. Будівництва Тобольського кам'яного кремля розпочалося на початку XVIII століття.

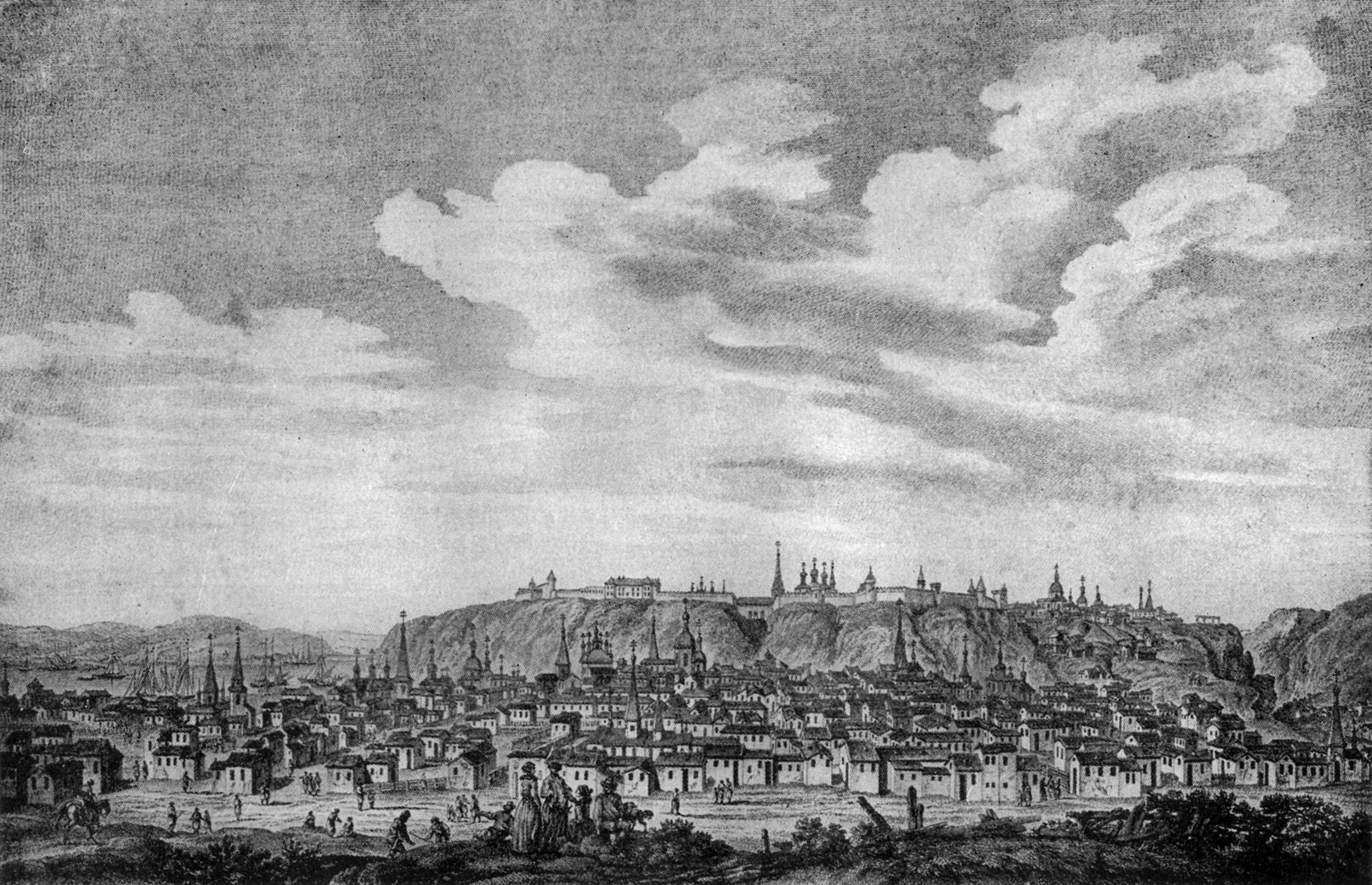
Тобольськ у 1898 році

У 1697 році Семен Ульянович Ремезов отримав завдання скласти проєкт і кошторис кам'яного кремля, і вже у травні 1700 року почалося будівництво першої кремлівської будівлі. Та 1714 року після указу Петра I про заборону будівництва кам'яних споруд, тобольське будівництво було припинене, проте вже в 40-х роках XVIII століття зведення нових кам'яних споруд продовжилося. Будівництво було завершено 1799 року, але невдовзі Кремль втратив значення стратегічної фортеці.
У 1925 році в Архієрейський будинок кремля було перенесено краєзнавчий музей, а вже в 60-і роки кремлю дали статус історико-архітектурного музею-заповідника. У 90-і роки кремль передали Тобольсько-Тюменській єпархії.
2008 року фортеця була фіналістом конкурсу «Сім чудес Росії».

## Архітектурний ансамбль

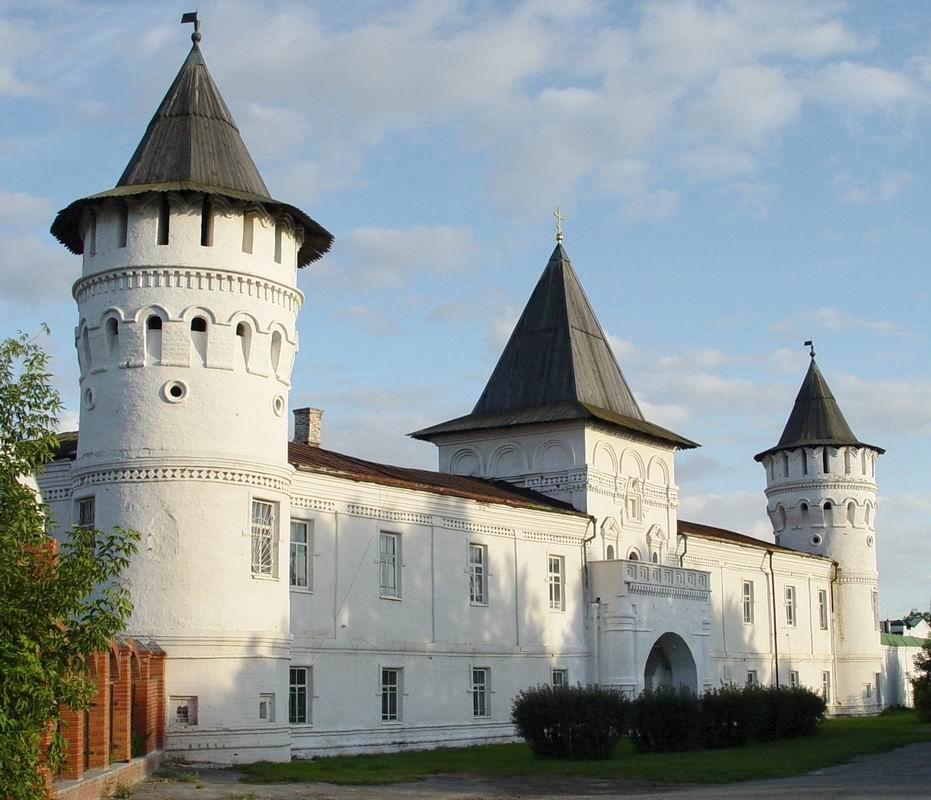
Гостинний двір кремля

Ансамбль кремля відноситься в основному до кінця 17 — початку 18 століть. Першою будівлею зі сторони міста є величезний Гостинний двір, головний храм фортеці — Софійсько-Успенський собор (1683—1695 роки) з величезною дзвіницею (1790 рік), поруч з собором знаходиться Покровська цервка (1743 рік). У внутрішньому дворі кремля розташовані Архієрейські палати (1775 рік) та Углицька дзвіниця. Оточують фортецю стіни та башти (1970-і роки), що знаходяться на краю прірви.